# Indalsälven
Indalsälven je řeka ve střední části Švédska (kraje Jämtland, Västernorrland). Je přibližně 420 km dlouhá. Povodí má rozlohu 26 700 km².

## Průběh toku
Řeka pramení ve Skandinávských horách nedaleko hranice s Norskem. Protéká jezery Storsjön a Esunden. Ústí do Botnického zálivu Baltského moře. Na celém toku je říční údolí úzké a v korytě je mnoho peřejí i vodopádů.

## Vodní stav
Zdroj vody je sněhový a dešťový. Nejvyšších vodních stavů dosahuje v květnu a v červnu. Průměrný průtok činí přibližně 460 m³/s.

## Využití
Využívá se na splavování dřeva. Na řece bylo vybudováno několik vodních elektráren. Na dolním toku je možná vodní doprava.